# Franz Bender (Mediziner)
Franz Bender (* 13. Januar 1922 in Ahlen; † 8. Juli 1994 bei Münster) war ein deutscher Mediziner und Hochschullehrer.

## Leben
Nach dem Besuch des Gymnasiums, wo er im Jahre 1940 das Abitur ablegte, studierte Franz Bender Medizin an den Universitäten Münster und Königsberg. Am Ende des Zweiten Weltkrieges wurde er in die Wehrmacht eingezogen und als Sanitätssoldat eingesetzt. An der Ostfront wurde er 1944 lebensgefährlich verwundet. Nach Kriegsende kehrte er an die Universität Münster zurück. Dort promovierte er 1949 zum Dr. med. Das Thema seiner Dissertation lautete Kapillarmikroskopische Untersuchungen zur Vasolabilität Hauttuberkulöser. In dieser Zeit begann er seine Tätigkeit an der Medizinischen Universitätsklinik in Münster, wechselte dann an das Psychologische Institut nach Marburg und dann an die Mayo Clinic in Rochester, USA. Als er nach Münster zurückkehrte, wurde er 1961 Oberarzt und wirkte zuletzt an der Medizinischen Klinik und Poliklinik, Abteilung innere Medizin C.
Im Jahre 1959 wurde Franz Bender Privatdozent für Innere Medizin an der Universität Münster. Dort erfolgte im Jahre 1965 seine Berufung zum außerordentlichen Professor, bevor er ab 1971 als ordentlicher Professor für Kardiologie in Münster tätig war.
Franz Bender war im Jahre 1980 und 1986 Präsident von Tagung der Deutschen Gesellschaft für Kardiologie. Als Kardiologe hatte er sich vor allem auf Herzrhythmusstörungen spezialisiert.
Er starb im Alter von 72 Jahren während eines Fahrradausflugs, den er im Kollegenkreis seiner früheren Arbeitsstelle in Münster unternahm.

## Schriften (Auswahl)
- mit Gustav Beiz: Therapie der Herzrhythmusstörungen mit Verapamil (Isoptin) (= Gustav Fischer Taschenbücher). 1974, ISBN 3-437-10306-7
- mit Hans-Werner Klempft: Lehrbuch und Atlas der Farbstoffverdünnungstechnik (= Beiträge zur Kardiologie und Angiologie, Bd. 25). Steinkopff, Darmstadt 1978, ISBN 3-7985-0495-4